# Zapad 2021

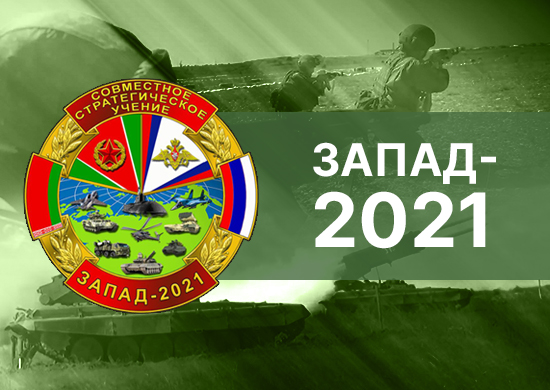
Ministerstwo Obrony Federacji Rosyjskiej: oficjalny plakat ćwiczeń Zapad 2021

Zapad 2021 (ros. Запад-2021, dosł. Zachód 2021) – rosyjsko–białoruskie ćwiczenia wojskowe organizowane we wrześniu 2021 roku.

## Historia
Ćwiczenia zostały poprzedzone serią wcześniejszych manewrów. W kwietniu Siły Zbrojne Federacji Rosyjskiej przeprowadziły ćwiczenia przy granicy z Ukrainą i na okupowanym Krymie, które były testem gotowości bojowej jednostek Centralnego Okręgu Wojskowego Sił Zbrojnych Federacji Rosyjskiej. Ponadto w Rosji, przy udziale sił zbrojnych Słowenii, odbyło się „Słowiańskie Braterstwo” (z udziałem przedstawicieli Serbii), w Chinach odbyły się rosyjsko-chińskie ćwiczenia o kryptonimie „Współdziałanie”. W Azji przeprowadzono serię ćwiczeń realizowanych przez Organizację Układu o Bezpieczeństwie Zbiorowym.
Inauguracja ćwiczeń miała miejsce 9 września 2021 roku na poligonie Obóz-Lesnowski. Według zapowiedzi, były to największe ćwiczenia w Europie od czasu rozpadu ZSRR, z udziałem ok. 200 tysięcy żołnierzy, 80 samolotów i śmigłowców, 290 czołgów i 15 okrętów. 
Scenariusz ćwiczeń obejmował przeciwdziałanie wrogim siłom zbrojnym, które rozpoczęły zbrojną agresję przeciwko Republice Polesii (Białorusi), sprzymierzonej z Federacją Centralną (Rosja). Działania bojowe poprzedzały próby destabilizacji politycznej Republiki Polesji, które podjęły sąsiadujące z nią państwa – Niaris (Polska), Republika Północna (Litwa) i Pomoria (Łotwa). Zakładano, że w początkowej fazie agresji dojdzie do granicznych prowokacji, które przerodzą się w otwarty konflikt. Wojska Rosji i Białorusi w pierwszym etapie ćwiczyły powstrzymanie uderzenia przeciwnika, obronę manewrową oraz działania osłonowe. W fazie drugiej ćwiczono okrążanie wojsk agresora i działania kontruderzeniowe.  
Aktywna faza manewrów odbyła się w dniach 10-16 września na pięciu poligonach na terytorium Białorusi – „Obuz-Lesnowski”, „Brzeski”, „Ciepielewski”, „Domanowski” i „Rużański” i dziewięciu poligonach na terytorium Rosji – „Kiriłowski” (obwód leningradzki), „Strugi Krasnyje” (obwód pskowski), „Mulino” (obwód niżnonowogrodzki), „Pogonowo”, „Chmielewka”, „Prawdinski”, „Dobrowolski” (obwód królewiecki), „Dorogobuż” (obwód smoleński) i „Wolski” (obwód saratowski). Morska faza manewrów została przeprowadzona na Morzu Bałtyckim. W białoruskiej części manewrów miało wziąć udział 12 800 żołnierzy, w tym 2500 Rosjan. W manewrach miało uczestniczyć także 50 żołnierzy z Kazachstanu. W Rosji ćwiczenia prowadzono na obszarze Zachodniego Okręgu Wojskowego, w tym w obwodzie królewieckim.
Z uwagi na napięcie w stosunkach Rosja – NATO, liczono się przed manewrami na podstawie danych wywiadowczych z możliwością prowokacji w postaci np. wtargnięcia na terytorium Litwy pod pozorem omyłki oddziałów białoruskich, albo niezidentyfikowanych oddziałów zbrojnych. 
Manewry były jednym z elementów przygotowujących wojska rosyjskie do inwazji na Ukrainę w lutym 2022 roku.